# クロルシクリジン
クロルシクリジン（Chlorcyclizine）は、フェニルピペラジン系の第一世代抗ヒスタミン薬の1つである。より英語での発音に近くなるよるにクロルサイクリジンと片仮名表記する場合もある。

## 概要
クロルシクリジンは、塩酸との塩の形にして用いられる。アメリカ合衆国などで市販されているが、日本では販売されていない。鼻炎、蕁麻疹、瘙痒感等のアレルギー症状の治療に用いられる。また制吐薬としても用いられる。クロルシクリジンは抗ヒスタミン作用のほか、抗コリン作用、抗セロトニン作用、局所麻酔作用を持つ。さらに、C型肝炎について、高濃度のクロルシクリジンがウイルスの宿主細胞内への侵入を防ぐ事が明らかとなった。

## 製法
クロルシクリジンは、ピペラジンの持つ窒素のうち片方だけをメチル化したN-メチルピペラジンを1つ目の材料とする。もう1つは、ベンゾフェノンが持つベンゼン環のうちの片方の4位の炭素に結合する水素を塩素に置換した4-クロロベンゾフェノンを原料とする。まず、4-クロロベンゾフェノンのケトン基を還元して第二級アルコールとし、これによってできたヒドロキシ基を塩素に置換する。このヒドロキシ基を置換した塩素はベンジル位に結合していて反応性が高く、これとN-メチルピペラジンとを反応させることによって、クロルシクリジンを合成できる。

## 塩酸塩の性質
クロルシクリジンは、第三級アミンであり、塩酸のような強酸とは塩を作ることができる。クロルシクリジン塩酸塩は、常温常圧では白色の固体であり、222 ℃から227 ℃で分解する。ヒトにはクロルシクリジン塩酸塩のニオイを感じられないものの、クロルシクリジン塩酸塩は水に容易に溶解するため、これをヒトが口にすると苦味を感ずる。なお、クロルシクリジン塩酸塩は水の他に、エタノールにも溶解しやすい。これに対して、分子内にベンゼン環を持っているにもかかわらず、ベンゼンにはほとんど溶解しない。